# Konstnärsprofessor
Konstnärsprofessor är en finländsk titel för personer som utsetts till en avlönad konstnärsprofessur av Centralkommissionen för konst. Professurerna är i allmänhet femåriga, men kan även vara livslånga. Den första konstnärsprofessorn på livstid, Aulis Sallinen, utnämndes 1981.
Av den som utnämns till konstnärsprofessor krävs att han eller hon på basis av sin hittillsvarande verksamhet anses vara en synnerligen framstående utövare av konst. Konstnärsprofessorerna bör utöva skapande konstnärligt arbete på sitt område. De kan även föreläsa i högskolor och handleda andra konstutövare.